# José B. Carles
Jose Baudilio Octavio Carles Riveras (Ciutat de Mèxic, 1 de novembre de 1909 - Guadalajara, 19 de febrer de 1995) va ser un enginyer i sindicalista mexicà. Va ser pioner al cinema y el so cinematográfic i la ràdio mexicana. Va treballar com a sonidista amb els directors més reconeguts del cinema mexicà, entre ells Emilio Fernández (La rebelión de los colgados, Enamorada) i Luis Buñuel (Los olvidados, El ángel exterminador).

## Biografia
José B. Carles va ser fill de pares catalans que van emigrar a Mèxic al començament del segle xx. Va estudiar la primària en el Col·legi Alemany de la Ciutat de Mèxic, per a ingressar posteriorment al Duval High School en Jacksonville, els Estats Units. En concloure els seus estudis va viatjar a Nova York i va entrar a treballar en la Ràdio Corporation of America (RCA). Per les seves habilitats en electrònica la companyia li va pagar la carrera d'enginyeria en electrònica al Massachusetts Institute of Technology (MIT). Després de graduar-se en 1926 va tornar a Mèxic a instal·lar estacions de radio.
De tornada a Mèxic, Carles va instal·lar la radiodifusora CYJ en 1926, la qual posteriorment va ser la XEN. Aquesta ràdio va ser la primera que va tenir estudis a control remot, és a dir, anteriorment estudis i equip de transmissió estaven en la mateixa ubicació. Els treballs de Carles van ser pioners en aquest camp a Mèxic, instal·lant diverses estacions radiofòniques com a empleat a Mèxic de la companyia General Electric.
El 18 de setembre de 1930 Carles va començar a operar la XEW com la segona estació de ràdio que va tenir estudis a control remot. Els enginyers Carles i José de la Herrán i Pau van treballar amb Emilio Azcárraga Vidaurreta, el seu propietari, en aquest projecte. La W comptava amb una planta de 5 mil watts de potència, amb equips marca RCA. Quatre anys després, va augmentar la seva potència a 50 mil watts. Per a 1935 la potència de l'estació s'havia multiplicat per cinc, amb el que aconsegueix abast nacional i és escoltada a Amèrica Central i del Sud.
Les transmissions de prova de la W van iniciar el 7 de setembre de 1930. El 15 de setembre, es va fer el primer enllaç a llarga distància i es va transmetre el Crit d'Independència a càrrec del llavors president Pascual Ortiz Rubio. L'última ràdio instal·lada per Carles va ser la XETC en 1931.
Passada l'època d'enginyeria en radi, Carles va passar a l'activitat cinematogràfica. Després de filmar-se la primera pel·lícula sonora, Más fuerte que el deber (1929) de Raphael J. Sevilla, Carles es va iniciar en el so cinematogràfic, primer en la productora Interamérica i posteriorment en la Nacional Productora de Pel·lícules. El primer film en el qual va participar com sonidista va ser Su última canción de John H. Auer estrenada en 1933.
El 1934 es va associar amb un altre enginyer, Gustavo Burón, per començar la producció d'aparells propis d'enregistrament de so en cinema sota la marca Jose B. Carles A. a P.
Carles va tenir un interès permanent en les condicions laborals del personal cinematogràfic, per la qual cosa el 1935 va participar en la fundació del Sindicato de Técnicos y Manuales de la Producción Cinematográfica de la República Mexicana (Sindicat de Tècnics i Manuals de la Producció Cinematogràfica de la República Mexicana, STYM), successor de la Unión de Trabajadores de Estudios Cinematográficos de México (Unió de Treballadors d'Estudis Cinematogràfics de Mèxic), organisme creat el 17 d'octubre del 1934. A causa de la seva participació en aquest esforç, el STYM va batejar amb el nom de Carles un dels salons de la seva seu.
A nivell tècnic, José B. Carles va integrar de mica en mica a Mèxic algunes de les innovacions de l'època usades en altres països com ara el micròfon direccional, dispositius hidràulics i grues per evitar errors de registre així com el control remot de so que permetia al director ja els seus assistents escoltar el que es registrava mentre es filma.

## Filmografia
Al camp de la cinematografia va tenir una carrera de més de cinc dècades. En Carles apareix acreditat com a sonidista de formes molt diverses: Josep Carles, Josep B. Carles, Josep B. Carles, Joe B. Carles, JB Carles.
| - 1933 - Su última canción - 1933 - La sangre manda - 1933 - El prisionero 13 - 1933 - La mujer del puerto - 1934 - El primo Basilio - 1935 - Familia Dressel - 1935 - Los muertos hablan - 1935 - Más allá de la muerte - 1936 - Cielito lindo - 1936 - El super loco - 1937 - La Zandunga - 1937 - Así es mi tierra - 1938 - Aquí llego El Valentón - 1938 - Beso mortal - 1939 - El signo de la muerte - 1940 - Hasta que llovió en Sayula - 1940 - Ni sangre ni arena - 1941 - El fanfarrón: ¡Aquí llegó el valentón! - 1941 - Hasta que llovió en Sayula - 1941 - El rápido de las 9.15 - 1942 - El Barbero Prodigioso - 1942 - Historia de un Gran Amor - 1942 - Yo Bailé con Don Porfirio - 1943 - Canto a las América - 1944 - A Mother's Son - 1944 - AMOK - 1945 - Entre Hermanos - 1946 - Palabras de Mujer - 1946 - En tiempos de la Inquisición - 1946 - Papá Lebonard - 1946 - Enamorada - 1947 - Fugitivo - 1947 - Arsenio Lupin - 1947 - A volar joven - 1948 - Fíjate que suave - 1948 - Nocturno de Amor - 1948 - Misterio en México - 1949 - Maclovia - 1949 - Allá en el Rancho Grande - 1949 - La Mancornadora | - 1949 - Pueblerina - 1949 - La malquerida - 1950 - The Torch - 1950 - El Hombre sin rostro - 1950 - Los olvidados - 1951 - The brave bulls - 1952 - Hay un niño en su futuro - 1952 - El mar y tú - 1952 - Cuando Levanta la Niebla - 1952 - Aquellos Ojos Verdes - 1952 - El rebozo de Soledad - 1953 - El señor fotógrafo - 1953 - Sucedió en Acapulco - 1953 - Dos tipos de cuidado - 1953 - Reportaje - 1954 - La Infame - 1954 - El rapto - 1954 - La Rebelión de los Colgados - 1955 - Al Diablo Las Mujeres - 1955 - Pecado Mortal - 1955 - Robbers' Roost - 1955 - Estafa de Amor - 1955 - Las viudas del cha-cha-cha - 1955 - Tesoro de Pancho Villa - 1956 - El fantasma de la Casa Roja - 1956 - The Brave One - 1956 - Donde el Círculo termina - 1956 - Canasta de cuentos mexicanos - 1956 - Sueños de Oro - 1957 - El bolero de Raquel - 1958 - Una cita de amor - 1958 - Los legionarios - 1958 - La Odalisca No. 13 - 1958 - Ten Days to Tulara - 1959 - The Wonderful Country - 1959 - Jet Over the Atlantic - 1960 - The Miracle Roses - 1960 - La joven - 1961 - The Guns of Juana Gallo - 1962 - El ángel exterminador | - 1962 - Las hijas del Amapolo - 1962 - La pantera de Monte Escondido - 1963 - Herencia maldita - 1964 - El río de las ánimas - 1964 - Los astronautas - 1964 - Los amores de Marieta - 1964 - La Gitana y el Charro - 1965 - Mi héroe - 1965 - Alma Llanera - 1965 - Viva Maria! - 1966 - Juan Colorado - 1966 - Sólo para Ti - 1966 - Two Rivals - 1967 - Pedro Páramo - 1967 - Un par de roba chicos - 1967 - The Bandits - 1968 - Operación carambola - 1969 - The Candy Man - 1970 - Macho Callahan - 1970 - El médico módico - 1971 - The Fearmaker - 1971 - Capulina contra los vampiros - 1971 - Mecánica nacional - 1972 - Doña Macabra - 1973 - I Escaped from Devil's Island - 1974 - La Bestia Acorralada - 1975 - Actas de Marusia - 1975 - La Casa del Sur - 1976 - La Pasión Según Berenice - 1967 - Longitud de Guerra - 1978 - El Patrullero 777 - 1978 - Who'll Stop the Rain - 1978 - The Bees o Las abejas - 1979 - La tía Alejandra - 1979 - Border Cop - 1980 - Burlesque - 1981 - Demonoid - 1981 - El gran perro muerto - 1983 - Bajo la metralla |

## Premis i reconeixements
- Premi Ariel, categoria millor so.
  - 1955 Guanyador per La rebelión de los colgados
  - 1953 Guanyador per El rebozo de Soledad
  - 1951 Guanyador pels Los olvidados
  - 1949 Guanyador per Nocturno de amor
  - 1947 Guanyador per Enamorada

- Nominacions al Premi Ariel, categoria millor so. Reconeixement atorgat per l'Acadèmia Mexicana d'Arts i Ciències Cinematogràfiques (AMACC).
  - Nominat en 1954 per Reportaje
  - Nominat en 1949 per Maclovia
  - Nominat en 1948 per ¡A volar joven!

- Premi Quetzal d'or, atorgat per la Direcció General de Ràdio, Televisió i Cinematografia, per la seva destacada labor com a pioner de la indústria cinematogràfica mexicana, 1981